# Ariwara no Yukihira
Ariwara no Yukihira est un nom japonais traditionnel ; le nom de famille (ou le nom d'école), Ariwara no, précède donc le prénom (ou le nom d'artiste).
Ariwara no Yukihira (在原行平) (818 - 6 septembre 893) est un poète et noble de cour (kugyō) japonais du milieu de l'époque de Heian.

## Biographie
Il est le deuxième fils du prince Abo, le petit-fils de l'empereur Heizei et le frère de Ariwara no Narihira. Le nom de sa mère est inconnue mais il se peut qu'il s'agisse de la princesse impériale Izu, huitième fille de l'empereur Kanmu. les deux frères ont droit au protocole shinseki kōka en tant que fondateurs du clan Ariwara.
En 840 il est nommé au poste de kuroudo (gardien des archives impériales) mais y renonce peu après et il est également chambellan de l'empereur Ninmyō. En 855, l'empereur Montoku le nomme gouverneur de la province d'Inaba, fonction qu'il occupe jusqu'en 857. En 870 il est promu sangi (conseiller) et en 882 l'empereur Yōzei le nomme chūnagon. Il occupe par ailleurs différentes charges mineures comme gouverneur des provinces de province de Harima, Bizen, Shinano et Bitchū. Il est également ministre de l'agriculture et inspecteur des provinces de Mutsu et Dewa.
.

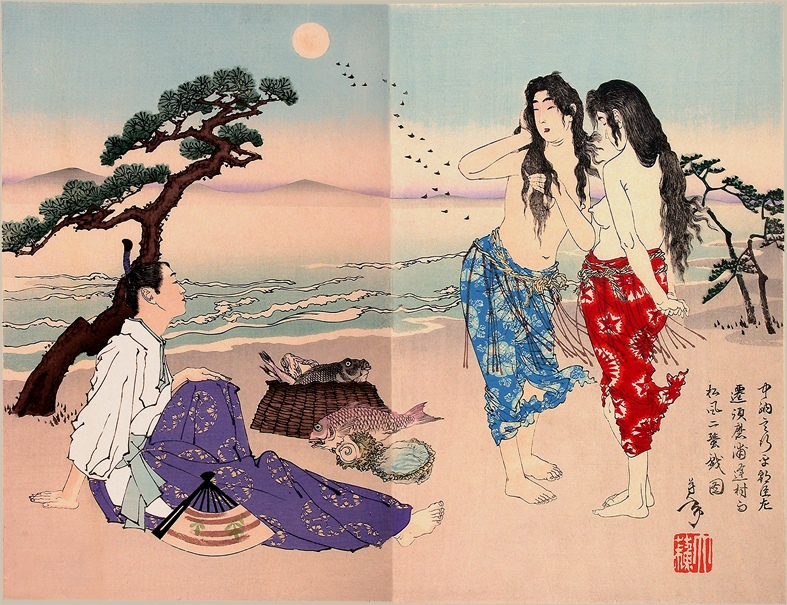
Ariwara no Yukihira (à gauche) en exil dans la baie de Suma, estampe sur bois de Yoshitoshi (1887).

Parmi ses poèmes waka, sont inclus dans l'anthologie Kokin Wakashū. Il participe à l'un des premiers utaawase (concours de waka) au milieu des années 880. Il est aussi le fondateur du shōgakuin (奨学院) en 881, une école afin d'éduquer les membres du clan Ariwara. Il fait enfin partie des cent poètes retenus dans l'anthologie Hyakunin isshu